# باشگاه فوتبال آرورا
باشگاه فوتبال آرورا (انگلیسی: Club Aurora) یک باشگاه فوتبال مستقر در کوچابامبا، بولیوی است که در حال حاضر لیگ دسته اول فوتبال بولیوی، بالاترین سطح لیگ فوتبال در این کشور به فعالیت می‌پردازد.
این باشگاه در ۲۷ مه ۱۹۳۵ تأسیس شد و بازی‌های خانگی خود را در استادیو فلیکس کاپریلز انجام می‌دهد.